# Mark Strong
Mark Strong (n. Marco Giuseppe Salussolia; n. 5 august 1963, Londra, Anglia, Regatul Unit) este un actor britanic. Acesta a jucat în multe filme, cum ar fi Rocknrolla, Un ghem de minciuni, Kick-Ass, Mai aproape de Lună, Shazam!, 1917 și seria de filme Kingsman. Acesta s-a născut în Londra, tatăl său fiind italian, iar mama sa fiind din Austria.

## Filmografie

### Film
| An   | Titlu                            | Rol                           | Regizor                          | Note                                  |
| ---- | -------------------------------- | ----------------------------- | -------------------------------- | ------------------------------------- |
| 1993 | Century                          | Policeman                     | Stephen Poliakoff                |                                       |
| 1994 | Captives                         | Kenny                         | Angela Pope                      |                                       |
| 1997 | Fever Pitch                      | Steve                         | David Evans                      |                                       |
| 1997 | Obsession                        | John MacHale                  |                                  | Dublaj în germană pentru Daniel Craig |
| 1998 | The Man with Rain in His Shoes   | Dave Summers                  | Maria Ripoll                     |                                       |
| 1999 | Elephant Juice                   | Frank                         | Sam Miller                       |                                       |
| 1999 | Sunshine                         | István Sors                   | István Szabó                     |                                       |
| 2001 | To End All Wars                  | Dusty Miller                  | David L. Cunningham              |                                       |
| 2001 | Hotel                            | Ferdinand                     | Mike Figgis                      |                                       |
| 2001 | The Martins                      | Doug                          | Tony Grounds                     |                                       |
| 2001 | Superstition                     | Antonio Gabrieli              | Kenneth Hope                     |                                       |
| 2002 | Heartlands                       | Ian                           | Damien O'Donnell                 |                                       |
| 2003 | It's All About Love              | Arthur                        | Thomas Vinterberg                |                                       |
| 2005 | Revolver                         | Sorter                        | Guy Ritchie                      |                                       |
| 2005 | Oliver Twist                     | Toby Crackit                  | Roman Polanski                   |                                       |
| 2005 | Syriana                          | Mussawi                       | Stephen Gaghan                   |                                       |
| 2006 | Tristan & Isolde                 | Lord Wictred                  | Kevin Reynolds                   |                                       |
| 2006 | Scenes of a Sexual Nature        | Louis                         | Ed Blum                          |                                       |
| 2007 | Sunshine                         | Pinbacker                     | Danny Boyle                      |                                       |
| 2007 | Stardust                         | Prince Septimus               | Matthew Vaughn                   |                                       |
| 2008 | Miss Pettigrew Lives for a Day   | Nick Calderelli               | Bharat Nalluri                   |                                       |
| 2008 | Flashbacks of a Fool             | Mannie Miesel                 | Baillie Walsh                    |                                       |
| 2008 | Babylon A.D.                     | Finn                          | Mathieu Kassovitz                |                                       |
| 2008 | RocknRolla                       | Archy                         | Guy Ritchie                      |                                       |
| 2008 | Body of Lies                     | Hani Salaam                   | Ridley Scott                     |                                       |
| 2008 | Good                             | Philipp Bouhler               | Vicente Amorim                   |                                       |
| 2009 | Endgame                          | Neil Barnard                  | Pete Travis                      |                                       |
| 2009 | The Young Victoria               | Sir John Conroy               | Jean-Marc Vallée                 |                                       |
| 2009 | Sherlock Holmes                  | Lord Henry Blackwood          | Guy Ritchie                      |                                       |
| 2010 | Kick-Ass                         | Frank D'Amico                 | Matthew Vaughn                   |                                       |
| 2010 | Robin Hood                       | Sir Godfrey                   | Ridley Scott                     |                                       |
| 2010 | The Way Back                     | Andrei Khabarov               | Peter Weir                       |                                       |
| 2011 | The Guard                        | Clive Cornell                 | John Michael McDonagh            |                                       |
| 2011 | The Eagle                        | Guern / Lucius Caius Metellus | Kevin Macdonald                  |                                       |
| 2011 | Green Lantern                    | Thaal Sinestro                | Martin Campbell                  |                                       |
| 2011 | Arrietty                         | Pod                           | Hiromasa Yonebayashi             | Voce. Dublaj în engleză britanică     |
| 2011 | Tinker Tailor Soldier Spy        | Jim Prideaux                  | Tomas Alfredson                  |                                       |
| 2011 | Black Gold                       | Sultan Amar                   | Jean-Jacques Annaud              |                                       |
| 2012 | John Carter                      | Matai Shang                   | Andrew Stanton                   |                                       |
| 2012 | Zero Dark Thirty                 | George                        | Kathryn Bigelow                  |                                       |
| 2013 | Welcome to the Punch             | Jacob Sternwood               | Eran Creevy                      |                                       |
| 2013 | Justin and the Knights of Valour | Heraclio                      | Manuel Sicilia                   | Voce                                  |
| 2013 | Blood                            | Robert Seymour                | Nick Murphy                      |                                       |
| 2014 | Unity                            | Narator                       |                                  | Voce, documentar                      |
| 2014 | Closer to the Moon               | Max Rosenthal                 | Nae Caranfil                     |                                       |
| 2014 | Before I Go to Sleep             | Dr. Nasch                     | Rowan Joffe                      |                                       |
| 2014 | Mindscape                        | John Washington               | Jorge Dorado, Occultum Luciferus |                                       |
| 2014 | The Imitation Game               | Stewart Menzies               | Morten Tyldum                    |                                       |
| 2014 | Kingsman: The Secret Service     | Merlin                        | Matthew Vaughn                   |                                       |
| 2016 | Grimsby                          | Sebastian Graves              | Louis Leterrier                  |                                       |
| 2016 | Approaching the Unknown          | Captain William Stanaforth    | Mark Elijah Rosenberg            |                                       |
| 2016 | The Siege of Jadotville          | Conor Cruise O'Brien          | Richie Smyth                     |                                       |
| 2016 | Miss Sloane                      | Rodolfo Schmidt               | John Madden                      |                                       |
| 2017 | 6 Days                           | Max Vernon                    | Toa Fraser                       |                                       |
| 2017 | Kingsman: The Golden Circle      | Merlin                        | Matthew Vaughn                   |                                       |
| 2018 | The Catcher Was a Spy            | Werner Heisenberg             | Ben Lewin                        |                                       |
| 2018 | Stockholm                        | Gunnar Sorensson              | Robert Budreau                   |                                       |
| 2019 | Shazam!                          | Thaddeus Sivana               | David F. Sandberg                |                                       |
| 2019 | 1917                             | Captain Smith                 | Sam Mendes                       |                                       |
| 2021 | Cruella                          | John                          | Craig Gillespie                  |                                       |
| 2021 | Charlotte                        | Alfred Wolfsohn               | Tahir Rana, Éric Warin           | Voce                                  |
| 2022 | Tár                              | Eliot Kaplan                  | Todd Field                       | [ 7 ]                                 |
| 2022 | Nocebo                           | Felix                         | Lorcan Finnegan                  |                                       |
| 2023 | Shazam! Fury of the Gods         | Thaddeus Sivana               | David F. Sandberg                | Cameo                                 |
| 2023 | Murder Mystery 2                 | Miller                        | Jeremy Garelick                  | [ 8 ]                                 |
| 2023 | Dead Shot                        | Holland                       | Charles Guard, Thomas Guard      |                                       |
| 2023 | The Critic                       | David Brooke                  | Anand Tucker                     |                                       |
| 2023 | The End We Start From            | N                             | Mahalia Belo                     | Și producător executiv                |
| 2024 | Atlas                            | General Jake Boothe           | Brad Peyton                      | [ 10 ]                                |
| 2024 | The Silent Hour †                | TBA                           | Brad Anderson                    | Post-producție                        |
| 2024 | Everest †                        | Arthur Hinks                  | Doug Liman                       | În producție                          |
| TBA  | Thirty Three †                   | Josef Hartinger               | Niels Arden Oplev                | Pre-producție                         |
| TBA  | Shadow Force †                   | TBA                           | Joe Carnahan                     | Post-producție                        |